# Yoon Doo-joon
Yoon Doo-joon (hangul: 윤두준; nascido em 4 de julho de 1989), mais frequentemente creditado apenas como Doojoon (hangul: 두준) é um cantor e ator sul-coreano. Ele ficou popularmente conhecido por ser integrante do grupo masculino Highlight.

## Biografia
Doojoon nasceu no dia 4 de julho de 1989 em Goyang, Coreia do Sul. Inicialmente, seu sonho era se tornar professor de educação física, no entanto, mudou repentinamente de ideia após assistir o documentário de Big Bang da MTV. Apesar da desaprovação de seus pais, Doojoon realizou audições em diversas empresa da Coreia do Sul para seguir sua carreira musical. Ele então foi aceito na gravadora JYP Entertainment, e foi formalmente apresentado no documentário Hot Blooded Men, um reality show que acompanha sua preparação para a estreia, ao lado de 2PM e 2AM, no entanto ele foi eliminado da empresa ao longo do reality show. Ele então mudou-se para sua atual agência, Cube Entertainment, e colaborou com o rapper AJ para o lançamento do single Wipe The Tears. Ele mais tarde estreou como integrante do grupo Highlight.
Doojoon se graduou na Universidade Kyung Hee Cyber com especialização em musicologia pós-moderna. Atualmente, ele estuda na Universidade de Dongshin, ao lado de outros quatro integrantes do Highlight.

## Carreira

### Highlight
Doojoon estreou como integrante do grupo masculino Highlight (anteriormente conhecido como BEAST) em outubro de 2009, com o lançamento do single Bad Girl. Sua primeira apresentação ao vivo com o grupo ocorreu no programa musical Music Bank. Em 2017, foi revelado que o grupo estaria deixando a Cube Entertainment para fundar sua própria gravadora indepentente, Around US Entertainment.

### Atividades individuais
Antes de se tornar integrante do Highlight, Doojoon realizou uma audição para se tornar membro no elenco do drama High Kick Through The Roof, e mais tarde foi lhe oferecido um papel no drama, no entanto ele recusou afirmando que queria focar somente em sua carreira musical. Um mês após sua estreia como integrante do Highlight, Doojon se juntou ao elenco do programa de variedades Danbi, como apresentador especial no seguimento Sunday Night. Doojoon foi então escolhido para se tornar modelo para a marca de jeans Buckaroo, acompanhado pela atriz Shin Se-kyung. Mais tarde, ele foi artista destaque no single I'll Back Off So You Can Live Better de G.NA, ao lado de se colega de grupo Junhyung.

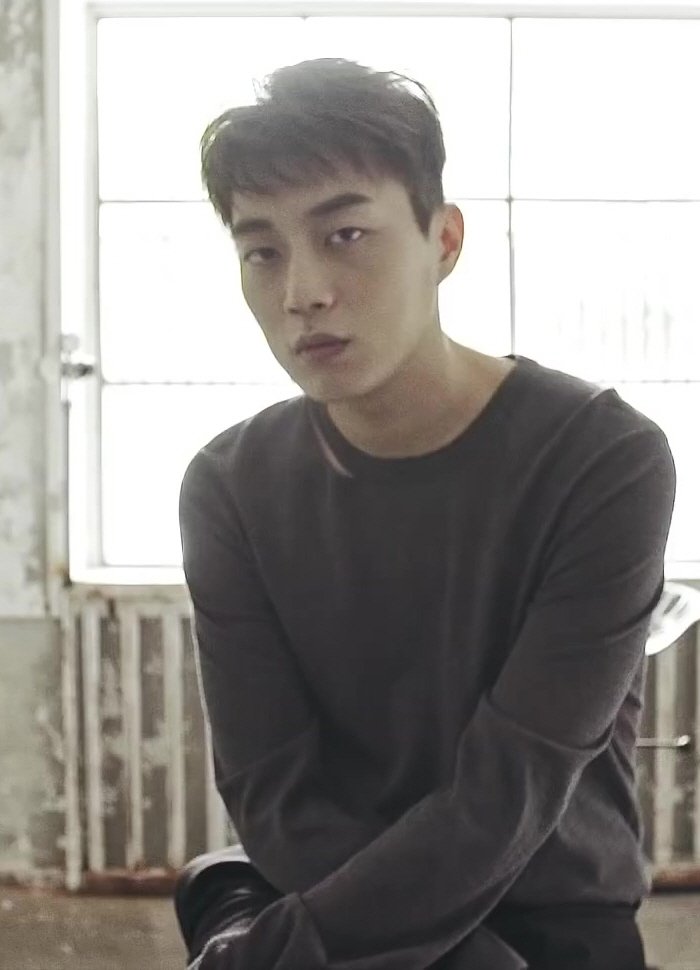
Doojoon posando para Marie Claire Korea em 2016.

Doojoon realizou sua estreia como ator ao ser lançado nos dramas More Charming By The Day e All My Love. Em 29 de dezembro de 2010, Doojoon recebeu o prêmio Rookie Comedy Award no MBC Entertainment Awards. Em 2013, ele foi lançado no drama Iris II. No mesmo ano, ele teve um papel no drama Let's Eat, sendo elogiado pela mídia por sua atuação, e mais tarde, recebeu um papel na segunda temporada do drama. Ele também apareceu no drama Splat Splash Love. Em 2018, Doojoon está programado para estrear no drama Radio Romance.

## Discografia

### Colaborações
| Ano  | Título                            | Artista             | Álbum                                                    |
| ---- | --------------------------------- | ------------------- | -------------------------------------------------------- |
| 2011 | Enjoy Your Meal (맛있게 드세요)   | Yangpa              | Elegy Nouveau                                            |
| 2011 | Should I Hug Or Not (안을까 말까) | Junhyung, e Gikwang | Super Market – The Half (Shinsadong Tiger Project Album) |
| 2011 | Loving U                          | Hyunseung e Yoseob  | All My Love OST (몽땅 내 사랑 OST)                       |
| 2011 | Kidult (키덜트)                   | Eluphant            | Man On The Earth                                         |
| 2015 | "Without You"                     | Yoseob e Dongwoon   | Scholar Who Walks the Night OST                          |

## Composição
| Ano  | Álbum             | Artista                    | Canção                 | Letra     | Letra                               | Música    | Música                          |
| Ano  | Álbum             | Artista                    | Canção                 | Creditado | Com                                 | Creditado | Com                             |
| ---- | ----------------- | -------------------------- | ---------------------- | --------- | ----------------------------------- | --------- | ------------------------------- |
| 2009 | Beast Is The B2ST | BEAST                      | "Beast Is the B2ST"    | Sim       | BEAST                               | Não       | Shinsadong Tiger, Choi Gyuseong |
| 2009 | Beast Is The B2ST | BEAST                      | "Bad Girl"             | Sim       | BEAST, Lee Sangho, Shinsadong Tiger | Não       | Lee Sangho, Shinsadong Tiger    |
| 2010 | My Story          | BEAST (Doojoon & Dongwoon) | "When The Door Closes" | Sim       | Dongwoon                            | Não       | Rado                            |

## Filmografia

### Filmes
| Ano  | Título                                      | Papel         |
| ---- | ------------------------------------------- | ------------- |
| 2012 | Marrying the Mafia 5 – Return of the Family | Jang Youngmin |
| 2013 | IRIS 2: The Movie                           | Seo Hyunwoo   |

### Drama
| Ano  | Emissora | Título                                     | Papel         | Notas                            |
| ---- | -------- | ------------------------------------------ | ------------- | -------------------------------- |
| 2010 | MBC      | More Charming By the Day (볼수록 애교만점) | Yoon Doojoon  | Papel recorrente                 |
| 2010 | MBC      | All My Love                                | Yoon Doojoon  | Papel recorrente                 |
| 2011 | MBC      | The Thousand Kisses                        | Yoon Kijoon   | Participação especial            |
| 2011 | JTBC     | I Live in Cheongdam-dong                   | Yoon Doo-joon | Papel recorrente                 |
| 2013 | KBS2     | Iris II: New Generation                    | Seo Hyunwoo   | Papel recorrente                 |
| 2013 | tvN      | Let's Eat                                  | Goo Daeyoung  | Papel principal                  |
| 2015 | tvN      | Let's Eat 2                                | Goo Daeyoung  | Papel principal                  |
| 2015 | MBC      | Splash Splash Love                         | King Leedo    | Drama especial de dois episódios |
| 2016 | tvN      | Hey Ghost, Let's Fight                     | Goo Daeyoung  | Aparição especial                |
| 2017 | tvN      | Because This is My First Life              | Oscar         | Aparição especial                |
| 2018 | KBS2     | Radio Romance                              | Ji Suho       | Papel principal                  |
| 2018 | tvN      | Let´s Eat 3                                | Goo Daeyoung  | Papel Principal                  |

### Reality show
| Ano  | Título          | Emissora | Função           | Notas         |
| ---- | --------------- | -------- | ---------------- | ------------- |
| 2008 | Hot Blooded Men | Mnet     | Membro do elenco | com 2PM e 2AM |

### Programas de variedades
| Ano  | Emissora | Título                               | Função           | Notas                                                             |
| ---- | -------- | ------------------------------------ | ---------------- | ----------------------------------------------------------------- |
| 2009 | MBC      | Only One Secret Danbi                | Membro do elenco |                                                                   |
| 2017 | tvN      | Mr. Baek: The Homemade Food Master 3 | Membro do elenco | —                                                                 |
| 2017 | MBC      | Living Together in Empty Room        | Membro do elenco | com Lim Jooeun e DinDin (Desde o episódio 20 até o atual momento) |

### Apresentando
| Ano  | Título                     | Emissora | Notas                            |
| ---- | -------------------------- | -------- | -------------------------------- |
| 2017 | Raid the Convenience Store | tvN      | Co-apresentador com Lee Soo-geun |

## Prêmios
| Ano  | Prêmio                   | Categoria                          | Trabalho nomeado                       | Resultado |
| ---- | ------------------------ | ---------------------------------- | -------------------------------------- | --------- |
| 2010 | MBC Entertainment Awards | Rookie Comedy Award                | All My Love & More Charming By the Day | Venceu    |
| 2015 | tvN go Awards            | Rising Actor Award                 | Let's Eat                              | Venceu    |
| 2016 | tvN10 Awards             | Romantic-Comedy King               | Let's Eat 2                            | Indicado  |
| 2016 | tvN10 Awards             | Best Kiss Award (with Seo Hyunjin) | Let's Eat 2                            | Indicado  |